# Albernau
Albernau ist ein Ortsteil der Gemeinde Zschorlau im sächsischen Erzgebirgskreis. Er wurde am 1. Januar 1998 eingemeindet.

## Geographie

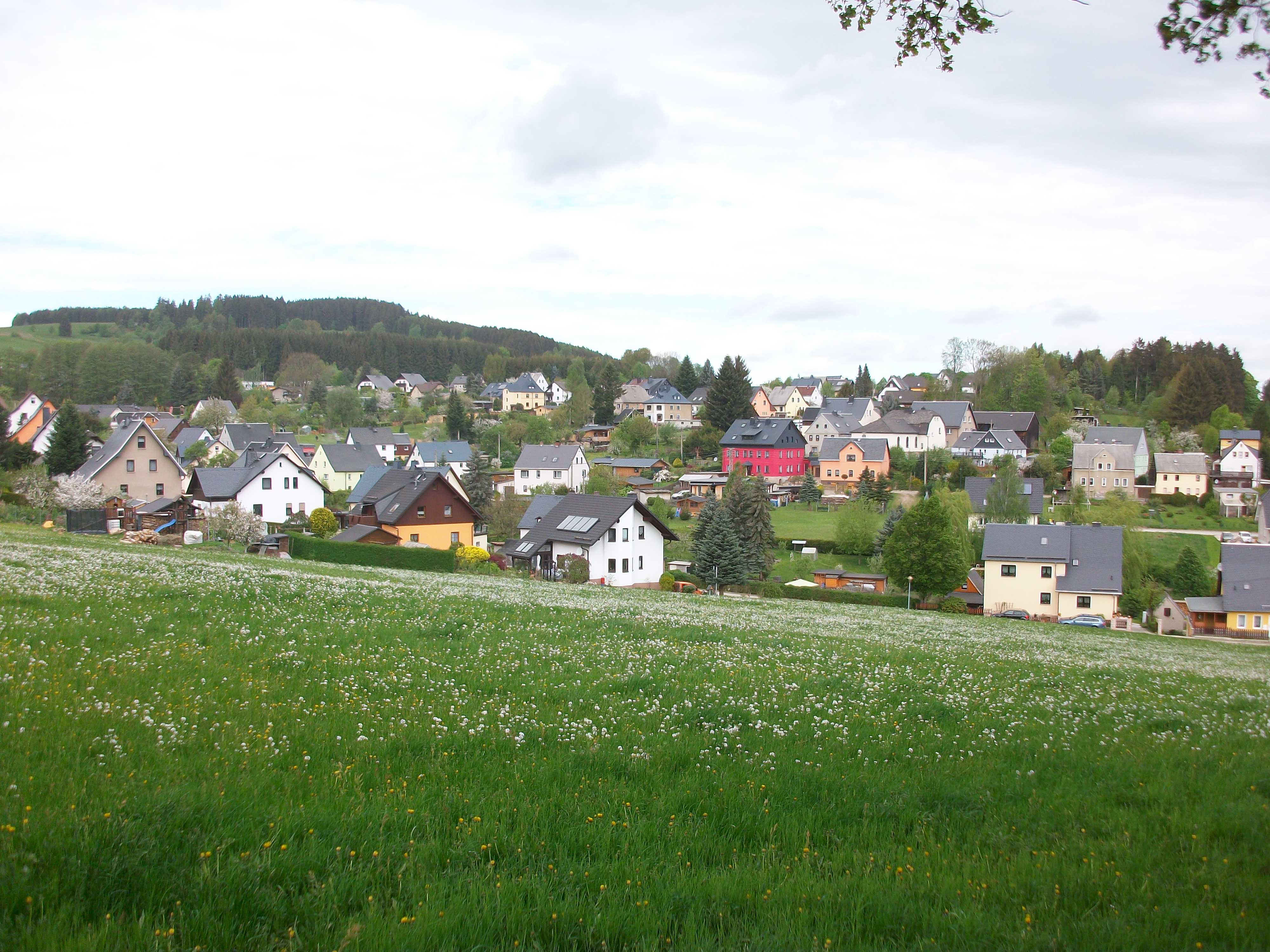
Albernau, Ortsansicht

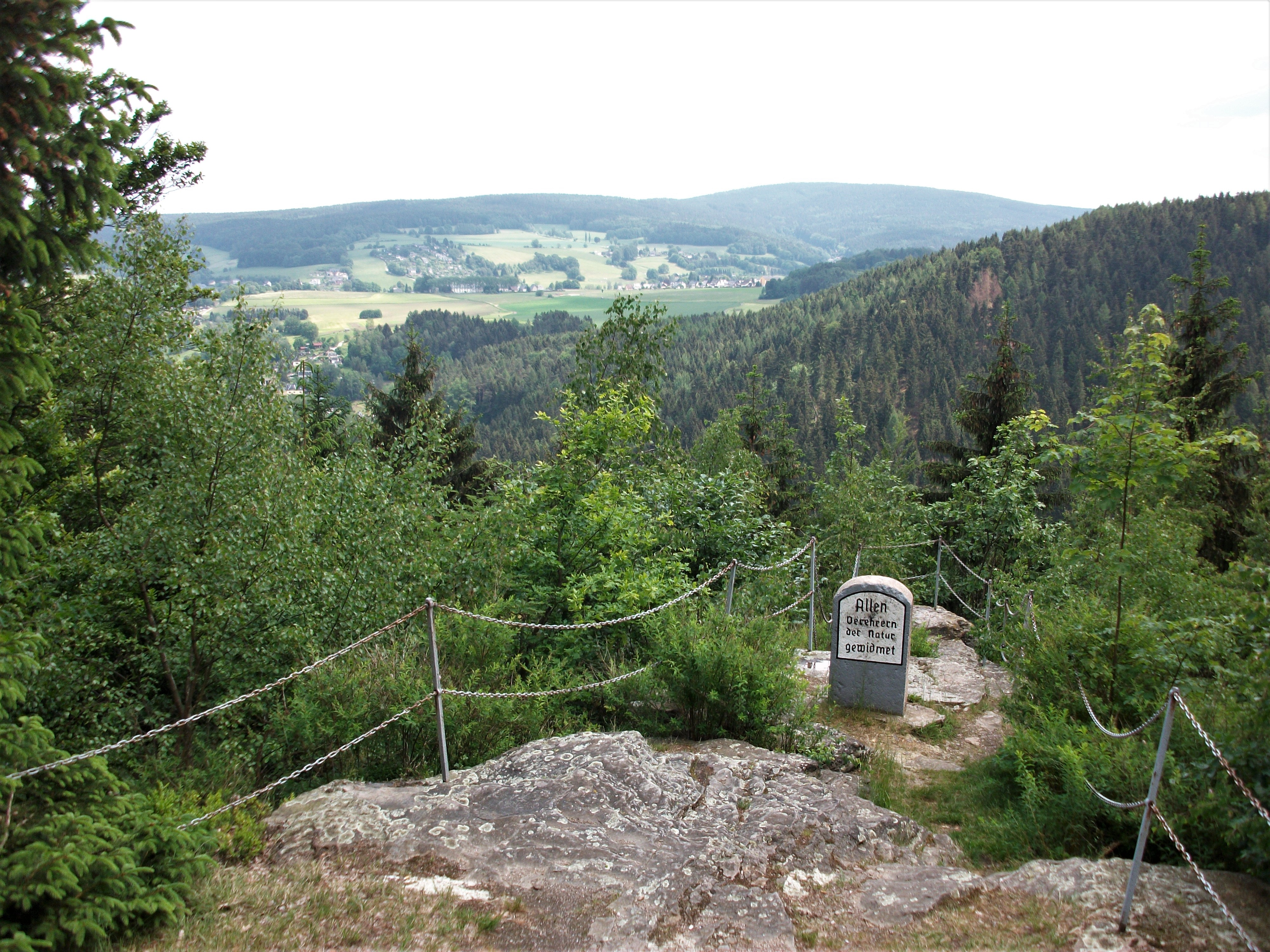
Albernauer Kanzel mit Gedenkstein und Blick nach Bockau

### Geographische Lage und Verkehr
Albernau liegt im Westerzgebirge in einer Höhenlage von rund 550 m ü. NN auf einer nach Osten in das Tal der Zwickauer Mulde abfallenden Hochfläche südöstlich des Ortszentrums von Zschorlau. Durch den Ort führt die Verbindungsstraße nach Bockau. Unweit des Ortes befindet sich die sogenannte Kanzel (579 m ü. NN), von der eine Aussicht in das Muldental und zum Auersberg möglich ist. Der Ort liegt nach der Naturraumkarte von Sachsen in der Mesogeochore „Auer Talkessel mit Höhenrücken“ und gehört zu den Mikrogeochoren „Albernauer Steinberg-Rücken“ und „Bockauer Mulde-Tal“.
Die südöstliche Flurgrenze von Albernau bildet die Zwickauer Mulde. Im Tal dieses Flusses verläuft die Bundesstraße 283 und der zum Radweg Karlsroute bzw. Mulderadweg umgebaute, stillgelegte Abschnitt Aue–Blauenthal der Bahnstrecke Chemnitz–Adorf. Der zu Albernau gehörige Ortsteil Schindlerswerk befindet sich ebenfalls im Tal der Zwickauer Mulde.

### Nachbarorte
|           | Zschorlau                                   |        |
| Zschorlau | Kompassrose, die auf Nachbargemeinden zeigt |        |
|           |                                             | Bockau |

## Geschichte

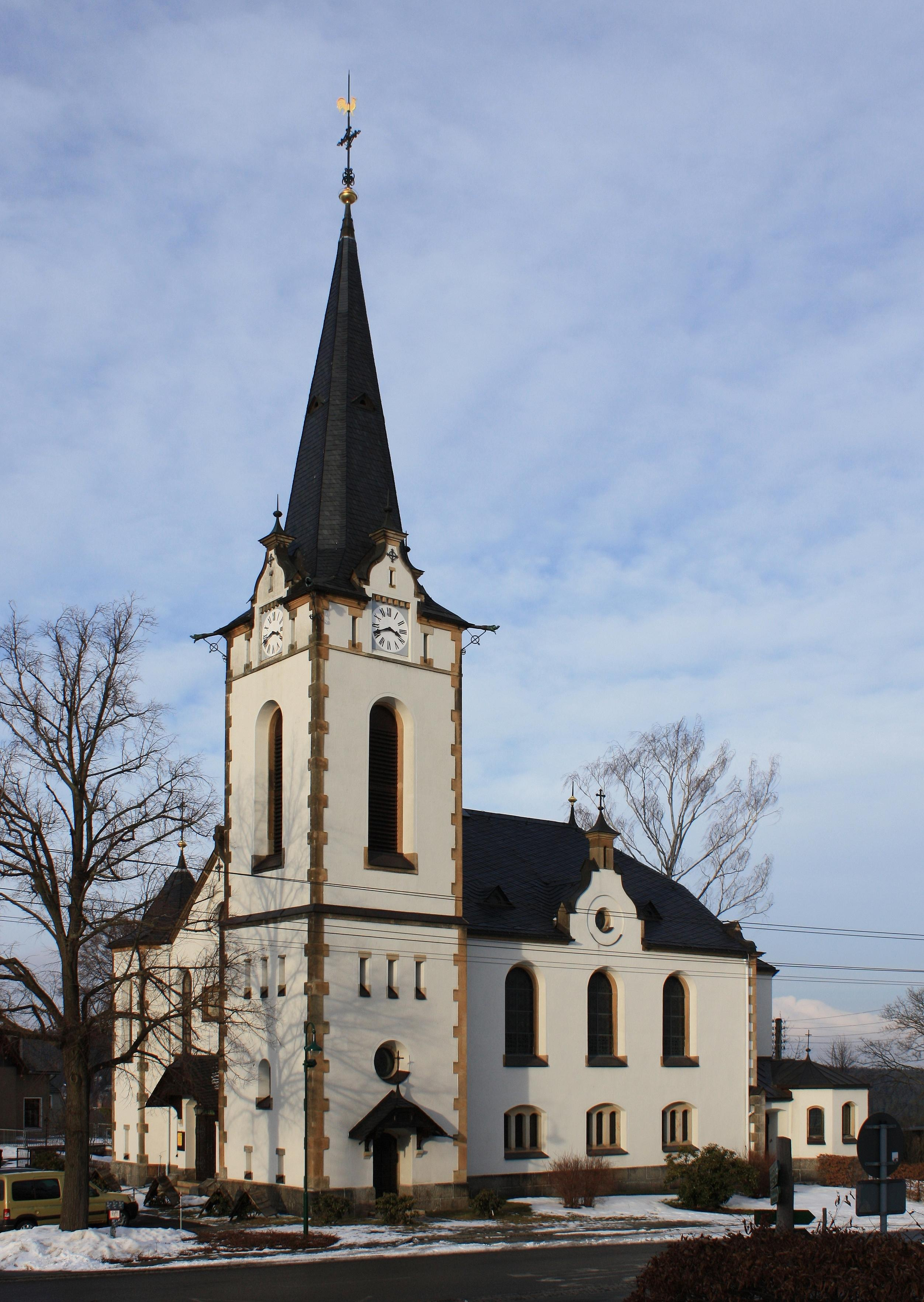
St.-Johannis-Kirche Albernau (geweiht 1897)

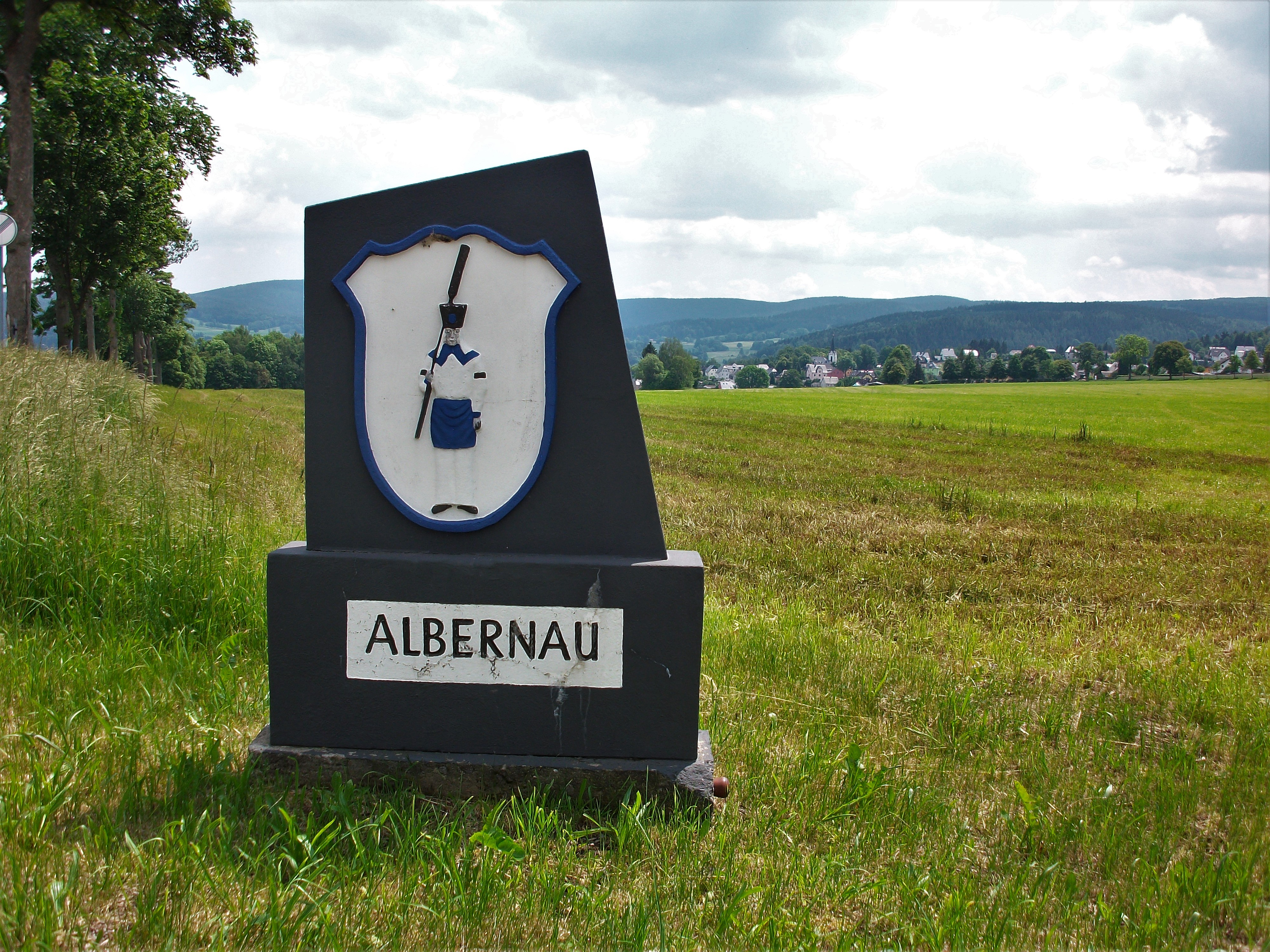
Ortswappenstein Albernau. Der Blaufarbenwerker im Wappen nimmt historischen Bezug zum Schindlerschen Blaufarbenwerk auf Albernauer Flur

Albernau wurde wahrscheinlich von fränkischen Siedlern in der spätmittelalterlichen Zeit der Erschließung des das Erzgebirge bedeckenden Urwaldes besiedelt. Die erste urkundliche Erwähnung des Ortes stammt aus dem Jahre 1524, damals war Albernau die Bezeichnung eines auf einem Bergrücken abseits von Zschorlau gelegenen Freigutes (der Hof war von allen Auflagen der Herrschaft Schwarzenberg befreit).
Der Name Albernau bedeutet wahrscheinlich „Rodungssiedlung eines Alber bzw. Albert“.
Zwischen 1524 und 1533 vollzog sich eine Entwicklung zum Dorf hin durch die Ansiedlung erster Hufenbauern und deren Gesinde. Das amtssässige Freigut wurde 1555 nach den Pestjahren von Hans von Klintzschkau wieder neu aufgebaut und hatte am Tiefenbach oder auch Dorfbach eine Mahlmühle. Die Plünderung durch die Kaiserlichen Truppen unter General Holk ging auch an Albernau nicht spurlos vorüber und brachte Hunger, Leid und Armut mit sich. Während des Siebenjährigen Krieges wurde das nachbarschaftlich gelegene Kirchspiel Zschorlau, dem Albernau damals schon zugeordnet war, von den Schweden geplündert, die Einwohner flüchteten sich nach Albernau. Das größte Gut des Ortes war nun Besitz der Familie von Gottlob Heinrich von Lindenau und dessen Erben. Dort befand sich in späterer Zeit eine Handkämmerei, die jedoch 1856 niederbrannte und im Folgenden nach Schedewitz ausgelagert wurde.
Albernau lag bis 1832 im kursächsischen bzw. königlich-sächsischen Kreisamt Schwarzenberg. Nach dessen Teilung gehörte der Ort zwischen 1832 und 1856 zum Amt Eibenstock. Ab 1856 gehörte der Ort zum Gerichtsamt Schneeberg und ab 1875 zur Amtshauptmannschaft Schwarzenberg, die 1947 in Landkreis Aue umbenannt wurde.
1947 erfolgte der Abbruch des Freigutes auf den Befehl der sowjetischen Kommandantur hin. Durch die zweite Kreisreform in der DDR kam Albernau im Jahr 1952 zum Kreis Aue im Bezirk Chemnitz (1953 in Bezirk Karl-Marx-Stadt umbenannt), der ab 1990 als sächsischer „Landkreis Aue“ fortgeführt wurde und 1994 im Landkreis Aue-Schwarzenberg aufging.
Zu Albernau gehört das 1649 von Erasmus Schindler gegründete Schindlersche Blaufarbenwerk, direkt an der Zwickauer Mulde gelegen. Auch hier bildete sich nach dem Bau eines Herrenhauses eine Arbeitersiedlung aus. Nach dem Wegfall der Produktion von Kobaltblau wurde auf synthetisiertes Ultramarinblau umgestellt. Als „Ultramarinfabrik Schindlerswerk“ in der „Schneeberg GmbH“ ist sie heute die weltweit älteste noch produzierende Farbenfabrik. Mit ihr verbunden ist eine lange Tradition der Kobaltblauproduktion und der gewerblichen Herstellung von Farbpigmenten. Als Blaufarbenwerk Schindlers Werk ist es eine Stätte des UNESCO-Welterbes Montanregion Erzgebirge.
Ebenfalls im Tal der Zwickauer Mulde befindet sich eines von Sachsens ältesten Gasthäusern, das wiedereröffnete „Rechenhaus“, 1556 als Kontrollhaus für den Wehrwärter am Abzweig des Floßgrabens errichtet ist eine Bewirtung seit 1694 gegeben.
Am 1. Januar 1998 wurde Albernau nach Zschorlau eingemeindet, 1999 die Grundschule (vormals Polytechnische Oberschule) geschlossen. Derzeitiger Ortsvorsteher ist Lothar Süß. Seit 2008 gehört der Ort zum Erzgebirgskreis.
Im Sommer 2008 wurde das 50-jährige Jubiläum des großen Schul- und Heimatfestes von 1958 gefeiert.

## Entwicklung der Einwohnerzahl
| Jahr | Einwohnerzahl                 |
| ---- | ----------------------------- |
| 1533 | 12 besessene Mann             |
| 1791 | 30 Häusler, Freigut und Mühle |
| 1834 | 720                           |
| 1871 | 842                           |

| Jahr | Einwohnerzahl |
| ---- | ------------- |
| 1890 | 1060          |
| 1910 | 1855          |
| 1925 | 1597          |
| 1939 | 1695          |

| Jahr | Einwohnerzahl |
| ---- | ------------- |
| 1946 | 1616          |
| 1950 | 1854          |
| 1964 | 1639          |
| 1990 | 1251          |

## Persönlichkeiten
- Georg Bochmann (1913–1973), Oberführer der Waffen-SS und Träger des Ritterkreuzes mit Eichenlaub und Schwertern
- Lothar Kolditz (1929–2025), Chemiker und ehemaliger parteiloser Präsident des Nationalrates der Nationalen Front der DDR
- Markus Müller (* 1988), Fußballprofi, u. a. Spieler bei Erzgebirge Aue, Hallescher FC, Kickers Offenbach